# Фернандо Альфонсо де Валенсия
 Фернандо Альфонсо де Валенсия, также известный как Фернандо Альфонсо де Самора (исп. Fernando Alfonso de Valencia; 1316—1384, Осада Лиссабона) — кастильский дворянин из дома Валенсия. Сын Альфонсо де Валенсии, 2-го сеньора Валенсия-де-Кампос и Мансилья, и Хуаны Фернандес де Кастро. Правнук короля Альфонсо X и короля Санчо IV.
В 1384 году во время осады Лиссабона, он был назначен магистром Ордена Сантьяго, хотя и умер вскоре после этого, а также был сеньором, среди прочих, городов Валенсия-де-Кампос, Оропеса, Мансилья, Баэна, Понферрада, Вильяфранка-дель-Бьерсо, Бембибре, Кастроверде, Вальдерас, Дуэньяс, Луке, Кастропонсе, Вильялон, Вильяльпандо и Куэнка-де-Кампос. В королевстве Португалия ему принадлежали сеньории Торре-ди-Монкорву, Альфандега-да-Фе и Сан-Жуан-да-Пешкейра.

## Семейное происхождение
Сын Альфонсо де Валенсия (ок. 1280—1316), 2-го сеньора Валенсия-де-Кампос и Мансилья, и Хуаны Фернандес де Кастро. Со стороны отца он был внуком инфанта Хуана де Кастилья эль де Тарифа, сына короля Кастилии Альфонсо, и его жены, Маргариты Монферратской, которая была дочерью Гильермо VII де Монферрато, маркиза Монферратского. Со стороны матери он был внуком Фернандо Родригеса де Кастро, сеньора Лемоса и Саррии, и Виоланте Санчес де Кастилья, незаконнорожденной дочери Санчо IV Кастильского.
Кроме того, он был братом-близнецом Альфонсо Фернандеса де Валенсии, который стал епископом Саморы (1355—1363).

## Биография

### Молодость (1316—1366)

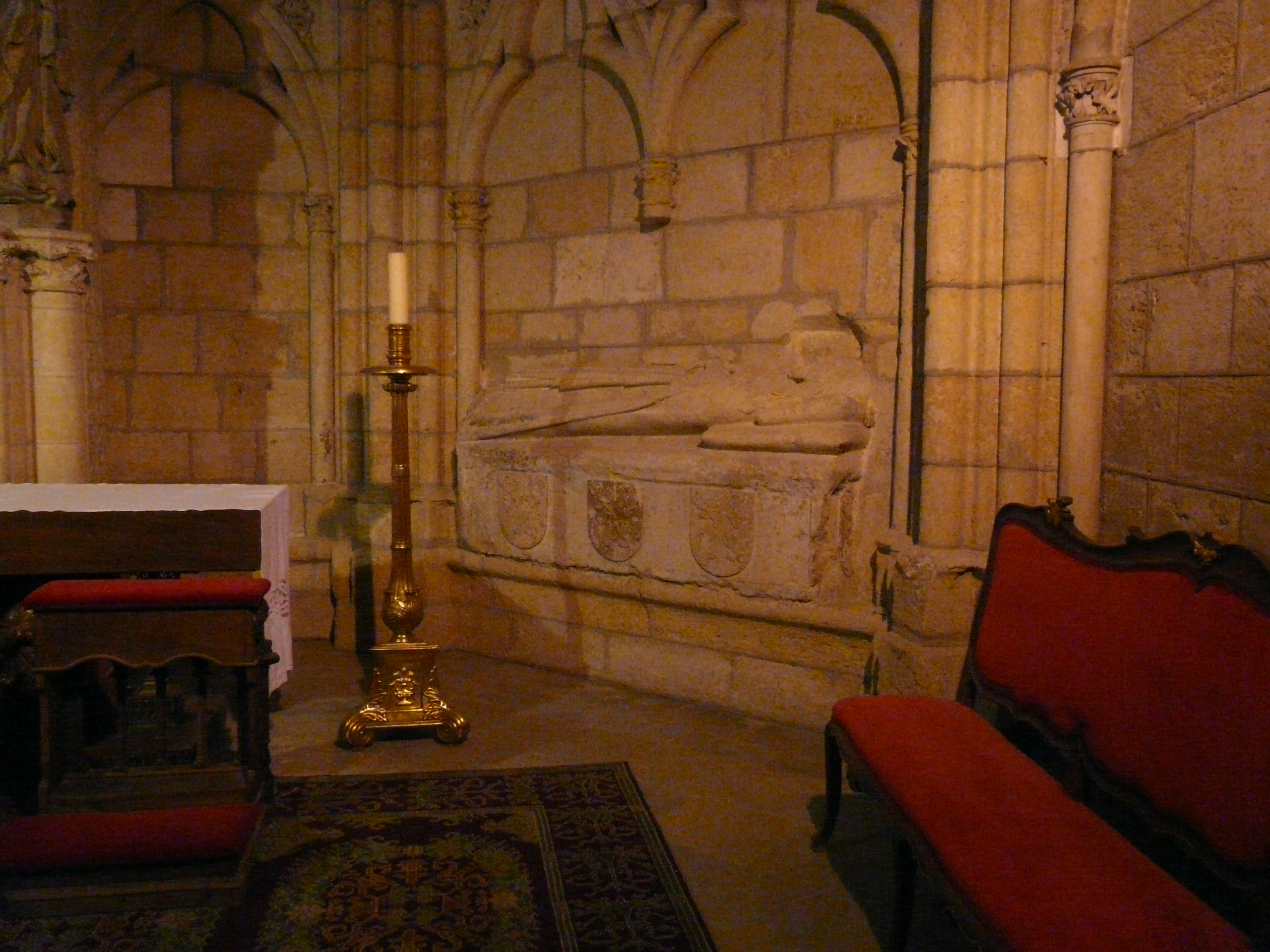
Могила Альфонсо де Валенсия, отца Фернандо Альфонсо де Валенсия. (Леонский собор).

Он родился в 1316 году, через десять дней после смерти своего отца и был посмертным сыном, как и его брат-близнец Альфонсо Фернандес де Валенсия, как записано в Coronica general de España, написанной Флорианом де Окампо. Его отец, Альфонсо де Валенсия, помимо того, что он был сеньором Валенсия-де-Кампос и Мансилья, стал главным майордомом короля Кастилии Альфонсо XI.
После смерти своего отца Фернандо Альфонсо де Валенсия унаследовал многочисленные поместья и владения, разбросанные по всему королевству Кастилия, и стал владеть, среди прочего, поместьями Валенсия-де-Кампос, Оропеса, Мансилья, Баэна, Понферрада, Вильяфранка-де-Валькарсель, Бембибре, Кастроверде, Вальдерас, Дуэньяс, Кастропонсе, Вильялон, Вильяльпандо, Куэнка-де-Кампос и Луке. После смерти своего отца Фернандо Альфонсо и его младший брат остались под опекой своего дяди по отцовской линии, Хуана Эль-Туэрто, сводного брата своего отца, а также сеньора Бискай. Следует отметить, что Хуан эль Туэрто также стал одним из трех воспитателей Альфонсо XI Кастильского, во время последней стадии его несовершеннолетия, вместе с инфантом Филиппом Кастильским, который был сыном Санчо IV, и доном Хуаном Мануэлем, который был внуком короля Кастилии Фердинанда III.
В конце 1326 года, когда Фернандо Альфонсо было десять лет, и через год после того, как Альфонсо XI достиг совершеннолетия, последний приказал убить Хуана Эль-Туэрто в городе Торо, и вскоре после этого приказал, чтобы они были убит, конфисковал имущество Фернандо Альфонсо де Валенсии и его брата-близнеца. Однако упомянутая конфискация не упоминается в «Большой хронике Альфонсо XI», хотя в ней указывается, что сеньория Бискайи и более восьмидесяти городов и замков, принадлежавших Хуану Эль-Туэрто, перешли в руки короля.

### Гражданская война в Кастилии (1366—1369)
В 1366 году, во время кастильской гражданской войны, город Самора решил отказаться от повиновения королю Педро I Жестокому и подчиниться власти Энрике де Трастамара, незаконнорожденного сына Альфонсо XI и его любовницы Леонор де Гусман. Как сказано в Crónica del rey don Pedro, жители города восстали против Педро I во главе с Фернандо Альфонсо де Валенсия, который, будучи «одним из величайших и лучших жителей города Самора», которому было поручено выехать в Бургос, где находился Энрике де Трастамара, и вести переговоры о переходе города под его контроль.
Однако Энрике де Трастамара оскорбил эмиссара Саморы и не принял его, а когда Фернандо Альфонсо настоял на своем желании принять его, он подвергся жестокому обращению и избиению охранниками и вернулся в городе Самора в глубоком гневе. А в начале 1367 года, как указывал Хулио Вальдеон Барук, Фернандо Альфонсо публично «высказался» в пользу Педро I в Саморе. И этот город, из-за пренебрежительного отношения к его посланнику, вернулся под контроль Педро I, и стал одним из его крупных бастионов на протяжении оставшейся части гражданской войны.
Фернандо Альфонсо де Валенсия, который приходился троюродным братом королю Кастилии Педро I, а также Фернану Руису де Кастро, поскольку все они были правнуками короля Кастилии Санчо IV, оставался верным указанному монарху до конца Гражданской войны. Король Педро I в награду за свою верность вернул все владения, которые его отец, Альфонсо XI, отобрал у него в прошлом. Кроме того, есть сведения, что в 1368 году Фернандо Альфонсо был тененте города Самора и примерно в том же году встретился в Алькантаре с Педро I и его союзниками с целью прийти на помощь городу Толедо, который осадил Энрике де Трастамара. Но в 1369 году гражданская война в Кастилии обострилась, и Фернандо Альфонсо де Валенсия и Мен Родригес де Санабрия вместе отрядом из четырех сотен латников из Саморы прибыли на помощь королю Педро I.
Португальский историк Фернан Лопеш указал в главе XX Chronica de el-rei D. Fernando, что Фернандо Альфонсо де Валенсия был в Монтьеле вместе с Фернаном Руисом де Кастро, графом Лемоса и Саррии, Меном Родригесом де Санабриа, ополченцами совета Севильи и других городов, а также 1500 всадников, посланных эмиром Гранады Мухаммедом V.
Лопес де Айяла заявил, что Фернандо Альфонсо де Валенсия и те, кто был верен Педро I, оставались с последним, пока он не был убит после битвы при Монтьеле своим сводным братом Энрике де Трастамара. Есть свидетельство, что Фернандо Альфонсо, который был одним из дворян, наиболее близких к Педро I в его «последние минуты», находился в этом городе во время смерти монарха и что в ночь цареубийства, как записано в разных версиях Хроник короля Дона Педро и Хроник короля Дона Энрике II, которые были составлены Лопесом де Аяла, Фернандо Альфонсо был заключен в тюрьму вместе с другими видными дворянами, такими как Фернан Руис де Кастро и Гонсало Гонсалес де Авила, хотя в этих версиях имена захваченных различаются. Историк Ковадонга Вальдалисо указал, что «из всего этого» следует, что группа знати, оставшаяся с Педро I в ночь его убийства, была арестована и что её члены бежали или были быстро освобождены. Чезарео Фернандес Дуро утверждал, что Фернандо Альфонсо удалось бежать из Монтьеля и что он вернулся в город Самора, где он поднял восстание против Энрике II Кастильского и готовился сопротивляться осаде войсками нового кастильского монарха.

### Война против Энрике II Кастильского

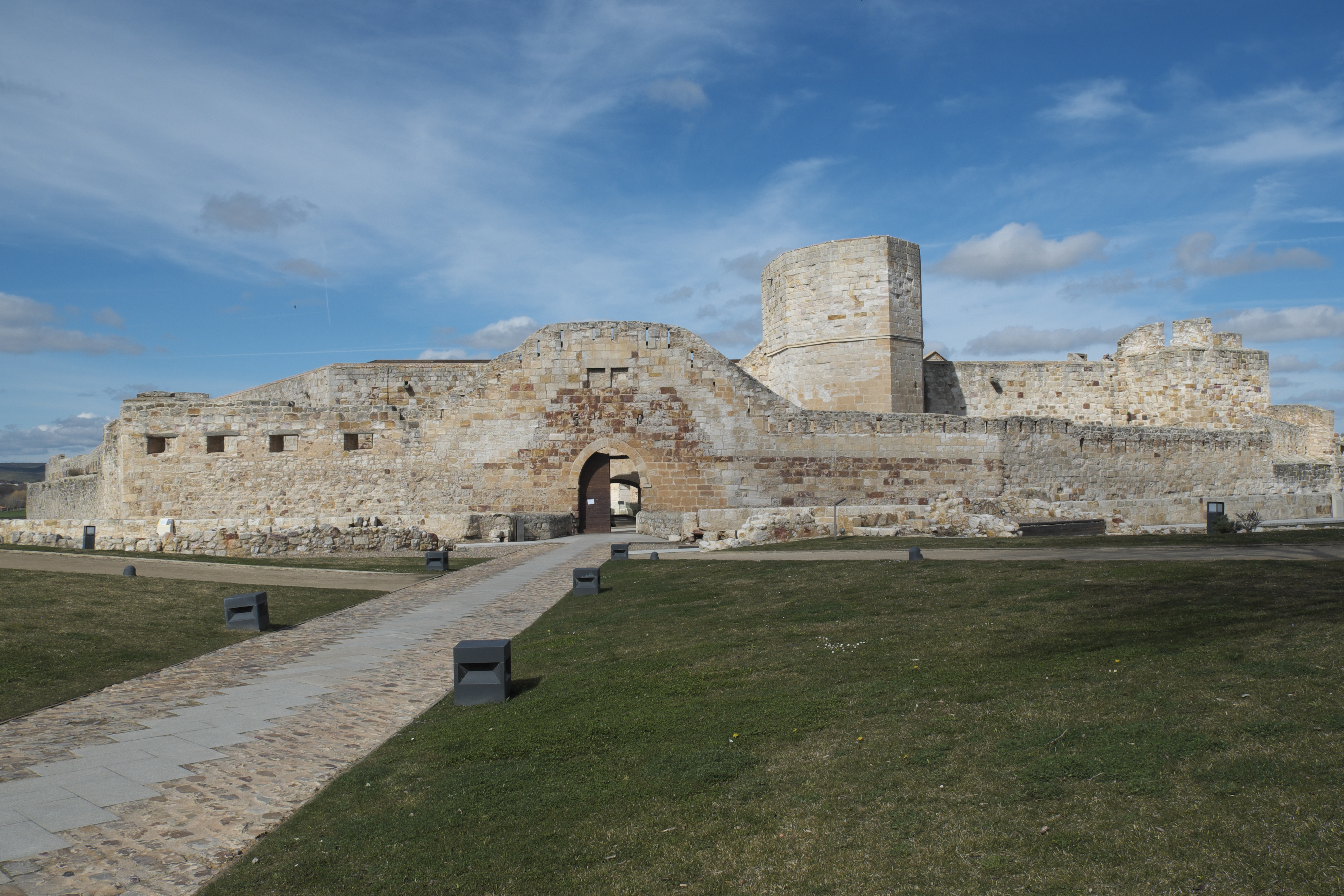
Руины замка Самора.

Кроме Саморы, Фернандо Альфонсо де Валенсия, контролировал города Сьюдад-Родриго, Алькантара и Туй. Когда Фернандо Альфонсо и Мен Родригес де Санабрия бежали из Вальядолида, последний отправился в горы Санабрия и Альканьес, чтобы оттуда поддержать войну против Энрике II, а Фернандо Альфонсо прибыл в Самору, которая вскоре после этого восстала против того же монарха вместе с городами Сьюдад-Родриго, Алькантара и Туй.
Вскоре после этого Фернандо Альфонсо отправил гонцов к своему родственнику, королю Португалии Фердинанду I, призывая его объявить о своих претензиях на кастильский престол, аргументируя это незаконностью Энрике II, который был внебрачным сыном Альфонсо XI и Леонор де Гусман. В отместку за все это Энрике II захватил у Фернандо Альфонсо де Валенсии его владения Валенсия-де-Кампос и Вильяльпандо и двадцать других городов.
Кроме того, Мен Родригес де Санабриа при поддержке многочисленных советов из Португалии, Саморы и Галисии, а также Фернан Руис де Кастро, который был самым могущественным галисийским дворянином, присоединились к Фернандо Альфонсо де Валенсия и призвали Фернанду I занять кастильский королевский трон. Последний, считавший, что у него больше династических прав, чем у Энрике II, начал серию войн против своего соперника, известную как Фернандинские войны, которые происходили в 1369—1382 годах, хотя историк Сезар Оливера Серрано указывал что они были первыми двумя, которые велись в 1369—1373 годах, были теми, которые имели «более тесное отношение к вопросу о наследовании Кастилии».
Король Португалии чеканил кастильские монеты во время этих войн, и при португальском дворе была реорганизована партия Петриста, названная в честь защитника дела покойного Педро I Кастильского. Кроме того, король Португалии был признан законным королем Кастилии и городов Ла-Корунья, Луго, Сантьяго-де-Компостела, Туй, Альярис, Оренсе, Ривадабия, Кармона, Самора, Сьюдад-Родриго, Алькантара и Валенсия-де-Алькантара, в том числе находивших под контролем Фернандо Альфонсо де Валенсия, Фернана Руиса де Кастро, Хуана Альфонсо де Баэса, епископа Сьюдад-Родриго, и Альвара Переса де Кастро, который был сводным братом Фернана Руиса де Кастро.

### Осада Саморы (1369—1371)
Город Самора, возглавляемый Фернандо Альфонсо де Валенсия и Альфонсо Лопесом де Техеда, который был сеньором Техеды и избранным магистром Ордена Сантьяго, был осажден в июне 1369 года армией Энрике II и его бретонскими наемниками, которыми командовал знаменитый коннетабль Франции Бертран дю Геклен.
Фернанду I Португальский, собрав свои сухопутные и морские силы, начал войну против Энрике II, проникнув на территорию Кастилии через Галисию, которая приняла его с энтузиазмом 50 июля 1369 года. Португальский монарх разместил свой лагерь в Ла-Корунье, хотя Энрике II контратаковал, напав на Португалию, и различные историки указывают, что из-за упомянутого вторжения Фернанду I ограничился «слабой» помощью своим кастильским союзникам, среди которых был и Фернандо Альфонсо де Валенсия.
Кроме того, когда Энрике II сообщили, что король Португалии со своими войсками вошел в Ла-Корунья, он отказался от осады Саморы и направился в Галисию, чтобы атаковать города, защищаемые магнатом Фернаном Руисом де Кастро, безоговорочно поддержавшим короля Португалии и тем самым вынудил последнего покинуть галисийскую территорию и вернуться в свою страну. С другой стороны, историк Урсичино Альварес Мартинес упомянул, что Фернандо Альфонсо из Валенсии был женат на сестре Фернанду I.
Однако, прежде чем отправиться в Галисию, Энрике II оставил некоторые войска в Саморе и в городе Торо под командованием Педро Фернандеса де Веласко, который был его главным камареро, чтобы осада Саморы не была прервана. Энрике II поручил своей жене, королеве Хуане Мануэль де Вильена, собрать оружие и припасы, необходимые для завоевания указанного города. Когда Энрике II отвоевал у португальцев города Брага и Браганса, он вернулся в Торо и созвал собрание кортесов в указанном городе, чтобы получить необходимые ресурсы для продолжения войны и иметь возможность платить своим солдатам иностранным наемникам, которые его сопровождали. Мосен Арнао де Сольер, который был одним из капитанов белых отрядов, поддерживавших Энрике II, был награжден им сеньорией Вильяльпандо, которая ранее принадлежала Фернандо Альфонсо из Валенсии. Следует отметить, что указанное поместье было дано Арнао де Сольеру по «наследственной присяге» вместе со всеми его владениями и деревнями.
Сопротивление города Самора его попыткам завоевать его настолько обеспокоило Энрике II, что он даже не пришел на помощь городу Альхесирас, который был завоеван мусульманами Гранады после непродолжительной осады в конце июля 1369 года. Однако ущерб, нанесенный португальским флотом в Кадисе и Севилье, вынудил Энрике II отправиться в Андалусию и передать руководство осадой Саморы в руки королевы Хуаны Мануэль и Педро Фернандеса де Веласко, которые стали предводителями осаждающей королевской армии.
Осада Саморы и Сьюдад-Родриго прекратилась осенью 1369 года, и во время одного из частых отступлений осажденных для нападения на своих врагов Фернандо Альфонсо потерпел поражение и был взят в плен Педро Фернандесом де Веласко, как записано в Хроника Энрике II, но смог освободиться. Из-за голода и чумы, которые перенесли осажденные, и зная, что они не получат помощи от Португалии, однажды ночью Альфонсо Лопес де Техеда вышел из замка, взяв ключи от крепости, и, путешествуя в сопровождении своей жены, своего старшего сына, и некоторыми из его солдат укрылся в Португалии, чтобы продолжать беспокоить оттуда войска Энрике II. Узнав о сдаче Саморы, кастильский монарх Энрике II сообщил об этом городам и советам своего королевства и вскоре после этого принял послов короля Португалии.

### Осада Туи, Виана-дель-Болло и Оимбра (1371—1373)

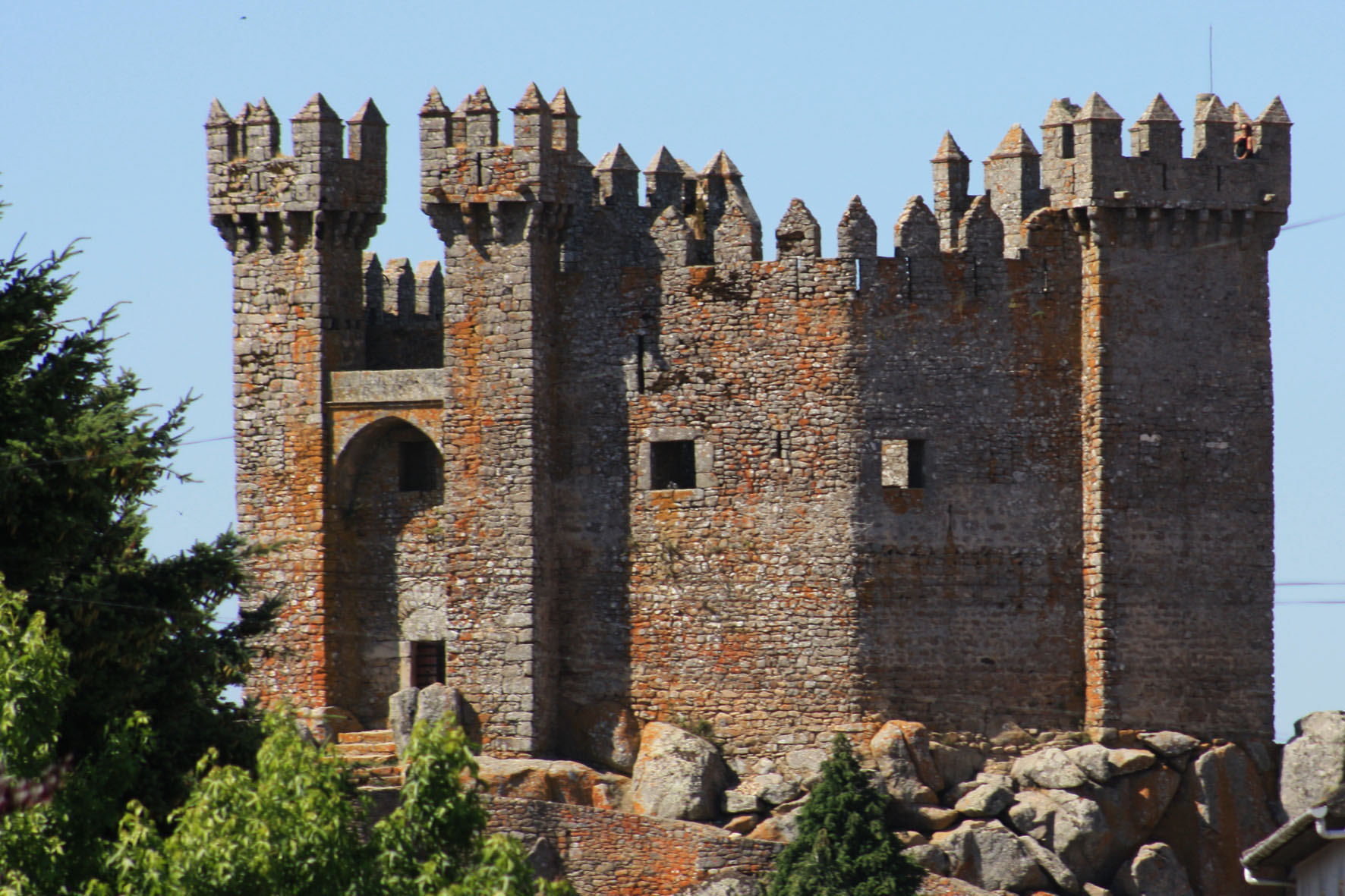
Замок Пенедоно (Португалия).

1 февраля 1371 года король Португалии Фернанду I уступил Фердинанду Альфонсо де Валенсии и его наследникам сеньории Сернанселье, Пенедону, Сан-Жуан-да-Пешкейра, Седовин, Вале-де-Бой и Фрейшу-де-Нумао. Однако Фернандо Альфонсо де Валенсия и другие петристы, такие как Мен Родригес де Санабрия, нашли убежище в городе Туй в 1371 году и оттуда продолжали беспокоить войска Энрике II.
Тем не менее, Туй был завоеван Энрике II в первые месяцы 1372 года после осады в течение месяца, при этом Антонио Лопес Феррейро отметил, что, возможно, архиепископ Сантьяго-де-Компостела Родриго де Москосо сопровождал монарха в осаде. Несмотря на то, что короли Кастилии и Португалии договорились о перемирии, Фернандо Альфонсо де Валенсия, Мен Родригес де Санабрия и Алонсо Гомес де Лира, бежавшие из города Туй, захватили Виана-дель-Больо и другие близлежащие города и таким образом вынудив Энрике II вернуться в Галицию, чтобы сражаться с ними.
Однако Энрике II послал отряд из семьсот копий для борьбы против Фернандо Альфонсо Валенсийского и его союзников под командованием одного из его внебрачных сыновей, графа Альфонсо Энрикеса, который захватил Виана-дель-Больо и вынудил их укрыться в Оимбре, принадлежавшей Мену Родригесу де Санабриа. Альфонсо Энрикес также сумел взять Оимбре и захватил некоторых из его защитников, а других освободил.
Вскоре после этого, однако, король Португалии приказал предать смерти Фернандо Альфонсо из Валенсии и его товарищей, и когда они узнали об этом, они бежали, переодевшись, и оставили свои отряды солдат в захваченных ими местах. Вскоре после этого, хотя он путешествовал инкогнито, Фернандо Альфонсо был замечен в Саморе в сопровождении двух мужчин, путешествующих на мулах, согласно письму, написанному Энрике II в Бенавенте 17 сентября 1372 года, которое упоминается в Хрониках Энрике II.
В последние месяцы 1372 года Фернандо Альфонсо де Валенсия и его товарищи подверглись гонениям в землях Саморы со стороны Энрике II, и, поскольку кастильский монарх был убежден в злой воле короля Португалии, поддерживавшего их, он вторгся в его королевство в декабре 1372 года. В ходе этой новой войны Энрике II завоевал множество городов и городов и весной 1373 года начал осаду города Лиссабона.

## Изгнание в Англии

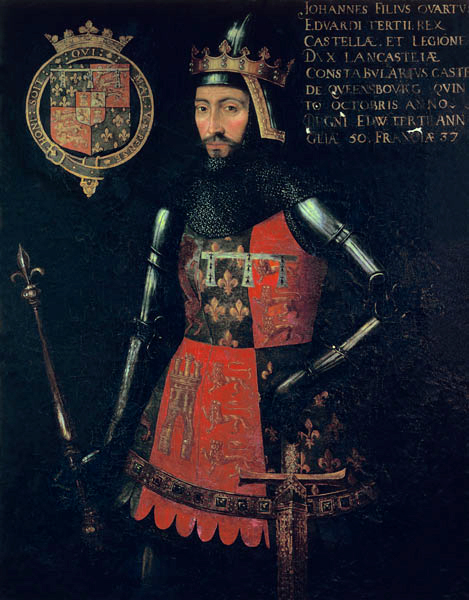
Джон Гонт, герцог Ланкастер.

В Хрониках Энрике II записано, что король Кастилии потребовал весной 1373 года от португальского монарха, в рамках пунктов Сантарского договора и дав ему на это месяц, изгнать 28 видных петристов из Португалии, среди которых выделялись Фернан Руис де Кастро и Фернандо Альфонсо де Валенсия, укрывшиеся в Португалии после смерти Педро I Кастильского.
Среди аристократов, которым пришлось покинуть Португалию, были Мен Родригес де Санабрия, Суэро Яньес де Парада, Фернан Руис де Кастро и Фернандо Альфонсо де Валенсия. С 1373 по 1381 год Фернандо Альфонсо находился в Англии вместе с многочисленной кастильской знатью, изгнанной из Португалии одновременно с ним.
По прибытии в Англию Фернандо Альфонсо и Хуан Альфонсо де Баэса были двумя самыми известными сторонниками и входили в состав двора Констанции Кастильской и её мужа Джона Гонта, который претендовал на кастильский трон по праву своей жены Констанции, дочери Педро Жестокого.
А историк Сесар Оливера Серрано указывал, что после смерти Фернана Руиса де Кастро, умершего в Байонне в 1377 году, Фернандо Альфонсо де Валенсия и Фернандо Родригес де Аса занимали определенное лидерство среди сторонников Констанции Кастильской.

## Возвращение в Португалию и смерть

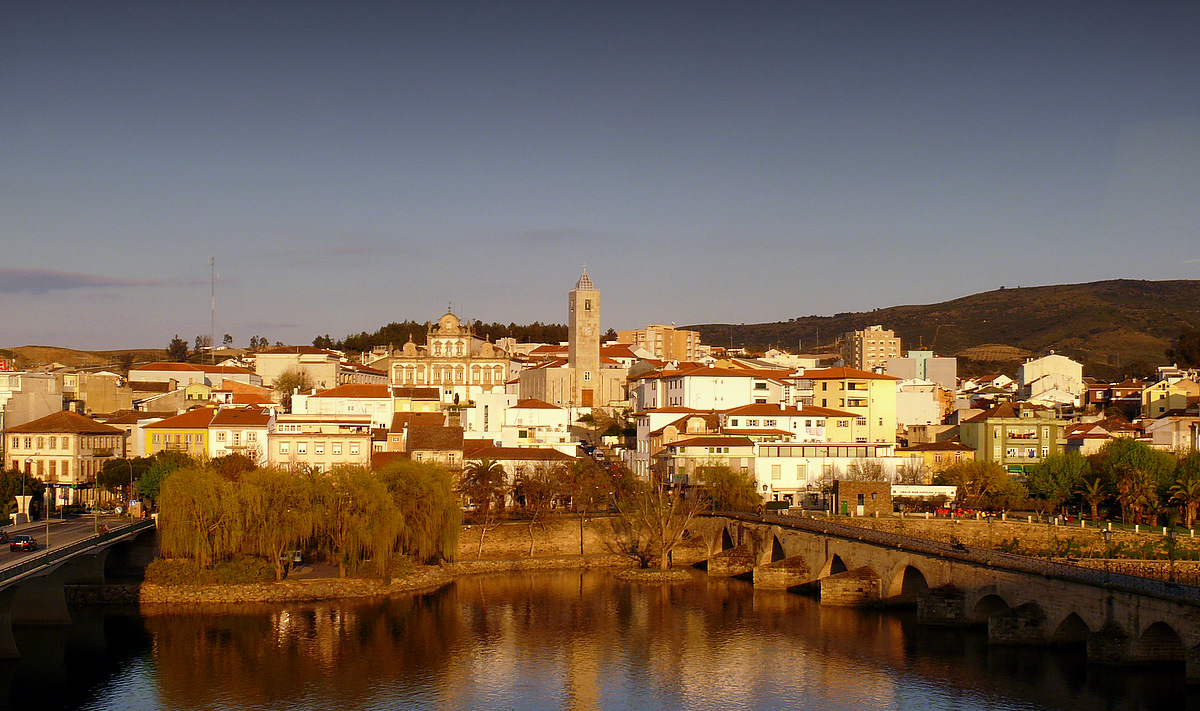
Вид на город Мирандела (Португалия).

В 1381 году Фернандо Альфонсо вернулся в Португалию и стал частью доверенного круга королевы Леонор Теллеш де Менезеш, жены Фернанду I Португальского. Фернанду I и его супруга передали ему 5 января того же года сеньории Торре-де-Монкорву, Фрейшу-ди-Эшпада-а-Синта, Вила-Нова-де-Фош-Коа и другие места вместе со всеми своими правами и доходами.
15 ноября 1382 года король Фернанду I и его жена уступили Фердинанду Альфонсо сеньории Бемпошта, Пенаш-Рояш, Каштру-Висенте, Фонте-Аркада, Армамар, Могадуру, Альфандега-да-Фе и Мирандела вместе со всей их арендной платой, правами и термины, гражданская и уголовная юрисдикция, а также простая и смешанная империя. Однако апелляции, возникающие в связи с преступлениями, совершенными в таких местах, должны передаваться в португальский суд, а мериносы и коррегидоры будут иметь право применять соответствующие законы и наказания от имени Короны в указанных местах. Кроме того, в пожертвовании указывалось, что Фернандо Альфонсо может отчуждать, закладывать и отдавать или продавать эти поместья любому португальцу, состоявшему на службе у Фернанду I и его жены, или наследников и преемников последнего, что привело некоторых португальских историков к указать, что на этот раз королева Леонор Теллеш де Менезеш отличалась от магнатов этого королевства и была приравнена к самому королю Португалии, поскольку Фернандо Альфонсо из Валенсии мог передать эти поместья только вассалам португальской короны, что «явно» включала королеву Элеонору.

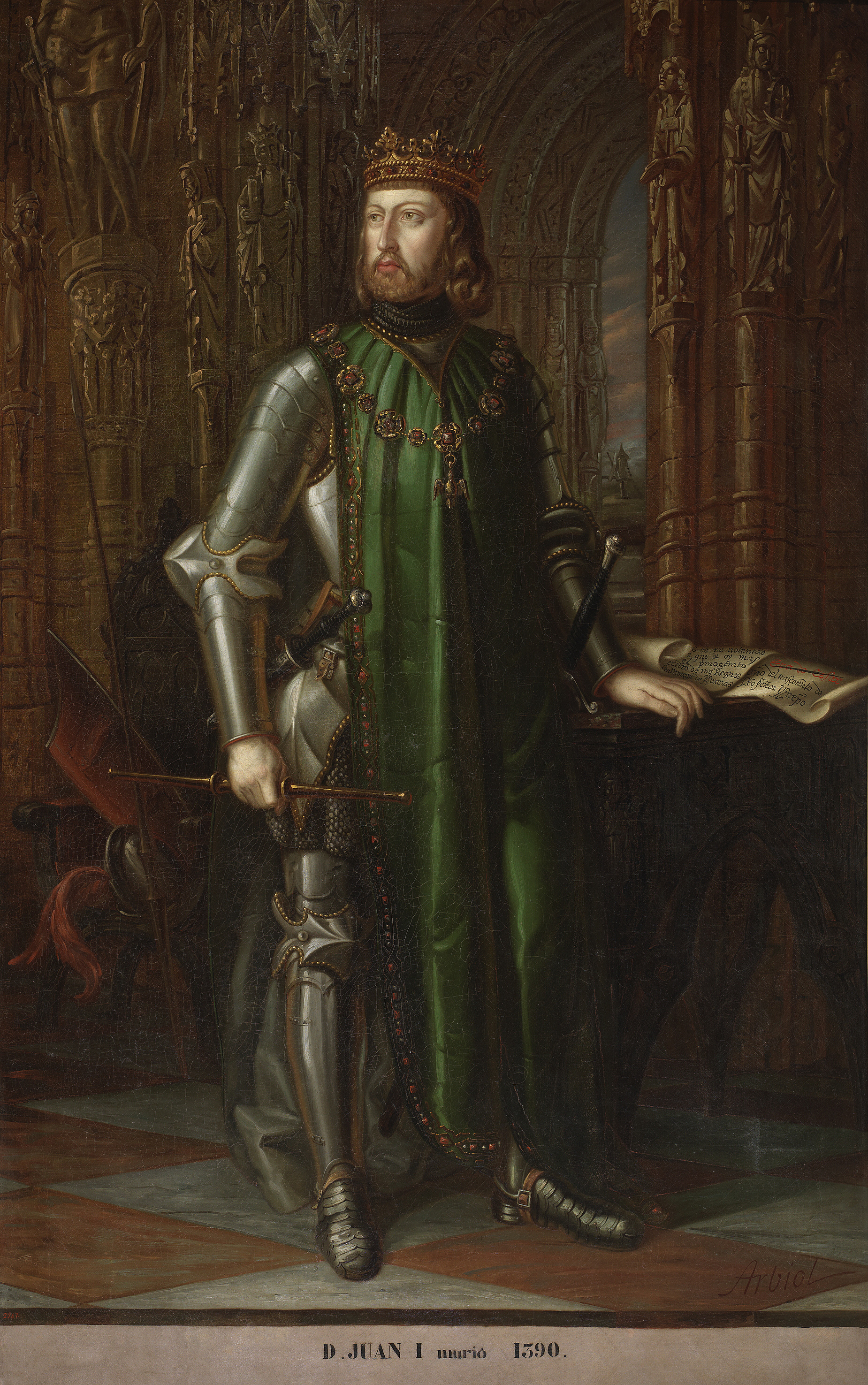
Воображаемый портрет короля Хуана I Кастильского, Висенте Арбиоль, 1848 год, Конгресс депутатов Испании.

27 февраля 1383 года Фернанду I Португальский передал Фердинанду Альфонсо де Валенсия и в качестве компенсации за различные суммы, причитающиеся ему и составлявшие сумму в 610 фунтов, места Бальсеман, Байя, Гондин и Монсан, из которых два последних находятся недалеко от границы между Португалией и провинцией Понтеведра. Кроме того, 18 мая 1383 года португальский монарх приказал Хуану Альфонсо Пиментелю уступить пост алькайда замка Пенаш-Рояш Фернандо Альфонсо де Валенсия, а 30 июля того же года португальский монарх постановил, что муниципалитет Фрейшу-де-Эспада-а-Синта снова будет принадлежать королевской юрисдикции, несмотря на то, что в 1381 году он был передан в качестве владения Фернандо Альфонсо.
Но, несмотря на все щедрые пожертвования, которые он получил от короля Португалии Фердинанда I и его жены, имя Фернандо Альфонсо не фигурирует в списке изгнанных кастильских дворян в Португалии, которые получили наибольшую выгоду в то время, поскольку другие лица, как указал Ковадонга Вальдалисо и, согласно португальской королевской канцелярии того времени, получил гораздо больше сньорий.
22 октября 1383 года умер король Португалии Фернанду I, а в ночь его смерти умерла его вдова, королева Леонор Теллеш де Менезеш, которая, как указывал Луис Суарес Фернандес, как ни странно, пользовалась поддержкой многих бывших сторонников короля Педро I Кастильского, такие как Фернандо Альфонсо из Валенсии, Хуан Альфонсо де Баэса, граф Хуан Фернандес де Андейро или епископ Лиссабона, начали проводить регентство Португалии. Однако овдовевшая королева, пользуясь королевским советом, стала рассылать документы от своего имени и даже не «упоминая» в них, как указывал Суарес Фернандес, имя своей дочери Беатрис, которая была законной королевой Португалии и была замужем а королем Кастилии Хуаном I. И «именно» это был магистр Ависского ордена, который вскоре после этого претендовал на португальский трон и стал править там как Жуан I, который попросил Хуана I Кастильского поскорее отправиться в Португалию, чтобы «отстоять» права своей жены Беатрисы.

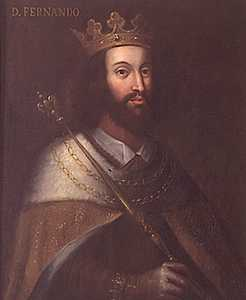
Воображаемый портрет короля Португалии Фернанду I.

Кроме того, историк Умберто Бакеро Морено указал, что Фернандо Альфонсо де Валенсия находился при португальском дворе 6 декабря 1383 года, когда был убит граф Хуан Фернандес де Андейро. В 1384 году, во время войны между Жуаном I Португальским и Хуаном I Кастильским, и во время осады Лиссабона кастильскими войсками, Фернандо Альфонсо разграбил и опустошил район Энтре-Дору-э-Миньо в сопровождении 80 рыцарей и многочисленных пехотинцев, хотя в некоторых случаях они оказывались сторонниками кастильского монарха, а в других — Жуана I, в зависимости от населения были верен тому или иному. В мае 1384 года, незадолго до начала осады Лиссабона, Фернандо Альфонсо де Валенсия заявил о своих правах на имущество только что умершего графа Альвара Переса де Кастро, хотя его притязания не увенчались успехом, и они оказались в руках Жуана Родригеса Перейры, который был сыном знаменитого Нуну Альвареша Перейры, коннетабля Португалии.

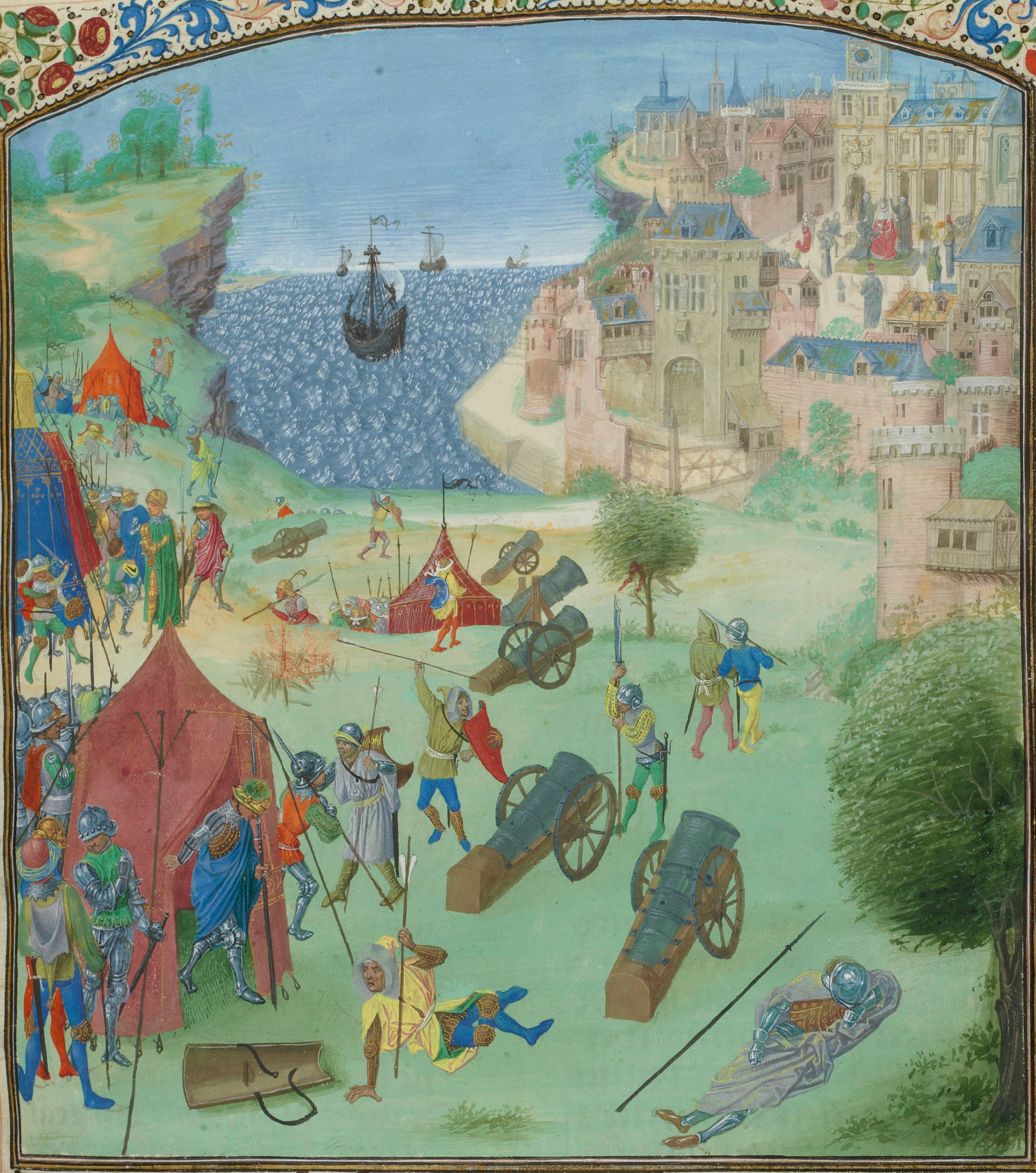
Осада Лиссабона 1384 года, описанная в "Хрониках " Жана Фруассара

Войска Фернандо Альфонсо де Валенсия и войска Хуана Гарсиа Манрике, архиепископа Сантьяго-де-Компостела, хотя и действовали независимо друг от друга, в 1384 году захватили монастырь Санту-Тирсу, расположенный в приходе Санту-Тирсу, к северу от Португалии. и в течение нескольких месяцев он подвергался вандализму и разграблению. Из-за этого его монахи покинули его и отправились в Порту, где были хорошо приняты его жителями и пробыли несколько месяцев.
Вскоре Фернандо Альфонсо де Валенсия отказался от дела Жуана I, присоединился к кастильским войскам, осаждавшим Лиссабон, и был назначен магистром Ордена Сантьяго вместо Родриго Гонсалеса Мехиа, который умер в результате чумы во время войны. Фернандо Альфонсо де Валенсия умер во время осады Лиссабона в 1384 году в результате чумы, когда ему было приблизительно 68 лет.

## Погребение
По словам историка Энрике Фернандес-Прието Домингеса-и-Лосады, тело Фернандо Альфонсо де Валенсия было захоронено в Лиссабонском соборе. Следует отметить, что в этом же храме был похоронен, по мнению некоторых специалистов по генеалогии, его тесть, португальский король Афонсу IV, умерший в 1357 году.

## Брак и потомство
Большинство современных португальских историков категорически утверждают, что у короля Афонсу IV не было внебрачных детей, и утверждают, что это могло быть связано с плохими отношениями с его собственными сводными братьями или с хорошими и гармоничными отношениями, которые он всегда поддерживал с женой, королевой Беатрис Кастильской. Но, по мнению большинства испанских специалистов по генеалогии, таких как Франсиско Фернандес де Бетанкур и Луис Бартоломе де Саласар-и-Кастро, Фернандо Альфонсо де Валенсия женился на Марии Альфонсо де Португал, которая была незаконнорожденной дочерью короля Португалии Афонсу IV и неизвестной женщины, хотя они не представили никаких доказательств, подтверждающих эту принадлежность. Согласно некоторым историкам, упомянутым выше, Мария Альфонсо де Португал была сеньорой Миранда-ду-Дору, Мирандела, Вила-Флор, Торри-ди-Монкорву и Бемпошта, и её отец дал ей 400 000 мараведи в качестве приданого за её замужество и, как залог, города Миранда-ду-Дору, Могадору и Мирандела. У супругов было трое сыновей:
- Фернандо де Валенсия (ум. 1425), старший сын, он стал регидором Саморы. Но он отказался от своего имущества и принял монашество в Ордене Святого Иеронима в монастыре Санта-Мария-де-Гуадалупе, будучи также самым выдающимся из основателей монастыря Богоматери Монтамарта.
- Хуан де Валенсия (ум. после 1427), маршал Кастилии и регидор замка Самора
- Альфонсо де Валенсия. Он был регидором Саморы и членом Регентского совета во времена несовершеннолетия короля Энрике III. Он женился на Менсии де Кесада, дочери Педро Диаса де Кесада, сеньора Гарсиеса, и Хуаны де Каркамо. Псле его смерти его вдова заключила новый брак с Эгасом Венегасом, 3-м сеньором Луке.